# 平野勇造
平野 勇造（ひらの ゆうぞう、1864年12月21日〈元治元年11月23日〉 - 1951年〈昭和26年〉2月9日）は、日本の建築家。旧姓は堺、その後佐藤。幼名は七五郎。
石川島造船所創業者の平野富二、および東京海上保険支配人の益田克徳の娘婿で、長男は平野義太郎（最初の妻との間の子）。
※以下の文章では当人を指す名称を1890年以前は「七五郎」、以後は「勇造」とする。

## 生涯

### 渡米まで
陸奥国北郡大畑（現在の青森県むつ市で、旧大畑町）に生まれる。堺喜藤治の四男だった。家系は堺で海運業を営んでいた「納屋衆」の系譜で、その一族から越前国の三国に嫁いだ女性の子孫が大畑に移り住み、海運が盛んな大畑で廻船問屋となった。「三国屋」の屋号を持ち、一族の故地にちなんで「堺」姓を名乗った。
1879年に野辺地の野村新八郎の元で住み込み奉公をする。当時野村家には後に興行師として知られる櫛引弓人が五戸の家から時々遊びに来たという。1881年、「堺冒獄」の筆名で元老院に、自分の渡米を推挙するよう求める建白書を送り、これが野辺地警察署に転送されて取り調べを受けた。しかし、日本を出たいという意志は変わらず、密航でいったん北海道に渡ってから（函館→十勝→釧路→札幌と移動したのち）小樽港から上京して慶應義塾に入った。
慶應義塾では英語を学ぶとともに、人は「独立自尊」であるべきという教えを受けて政治家から実業に志望を変えたとされる。1884年に海運業者「長崎屋」（高野房太郎の父が創業）の船に乗って渡米する。密航での出奔だったため、大畑では戸籍に失踪と記載されていた。

### 在米時代
七五郎はサンフランシスコで、在米日本人キリスト教徒による「福音会」の運営する宿泊所に暮らし、仕事を移りながらカリフォルニア大学で建築学を学ぶ。在米時代にはイタリア出身で明治政府にも雇われたことのあるカッペレッティの建築事務所に所属した。また、ドイツ人で土木・構造の分野で活動していたグスタフ・べーレントにも指導を受けたとみられている。在米中には村井弦斎と知り合い、帰国後も交友を持った。また、仕事先の工場の同僚に武藤山治がおり、こちらも帰国後の活動につながっていく。
在米時代の七五郎の活動については、公的記録が残っておらず（1906年のサンフランシスコ地震や密航の影響を山口勝治は指摘している）、カリフォルニア大学についても具体的な受講内容や在学のスタイル（正式な学生か聴講生か）は不明である。

### 日本帰国
1890年、6年の滞米生活を終えて帰国する。帰国後、名前を「勇造」に改め、個人の建築事務所を開く。また姓についても母方の実家を継ぐため「佐藤」に変え、「佐藤勇造」となる。この当時の勇造の作品として、東京の愛宕山に建てられた五層の洋風建築「愛宕塔」があり、主任技師として設計を担当した。
翌1891年10月に濃尾地震が起きると勇造は現地を訪れて調査をおこない、1か月後には新聞にその報告を発表する。調査は6か月にわたった。1892年4月には調査結果を踏まえて、建築物の耐震性の違いを考察した書籍『地震家屋』を自費で出版した。耐震性を高めた積み方である「佐藤式耐震煉瓦」も考案している。
新聞の濃尾地震報告書を見た平野富二は勇造に興味を抱いて対面し、自身の娘・津類（つる）と将来結婚させて養子に迎えると約束した。ところがその翌年の1892年に富二は急逝する。1893年に勇造は築地にあった平野邸に住むようになり、1894年に正式に津類と結婚して「平野」姓となった。同年、鐘淵紡績兵庫支店支配人となっていた武藤山治から、新たに建設する兵庫工場の設計を依頼される。武藤の意を受けて、従業員の福利厚生に配慮した近代的工場として建設され、1896年に完成した。この建設中は神戸市内で武藤と同居した。建設に際しては地質調査を巨智部忠承に依頼して重量機械が設置できることを確認した。

### 三井物産入社と上海滞在
1898年頃から三井物産と関係を持つ。これは、勇造が富二から経営を引き継いだ平野土木で鉱山施設を手がけており、三井三池炭鉱に関連する仕事が持ち込まれたことによる。炭鉱にとどまらず、三井物産台北支店の設計もおこなった。翌1899年に正式に三井物産に技師として入社する。同じ年、義母の介入で妻との離縁を余儀なくされ、益田克徳の娘・仲と再婚する。しかし「平野」姓を変えることはなかった。
1900年に上海に派遣され、三井物産上海支店を設計する。在留日本人向けの尋常高等小学校（1907年竣工）、さらに日本総領事館（1911年竣工）の設計を手がけた。上海での活動は23年に及び、上海の内外綿、裕豊紡（東洋紡資本）や青島の鐘紡といった日本資本の紡績工場（在華紡）を複数手がけている。上海での平野は「上海アーキテクトの一三人衆」の一人に数えられた。
1922年4月に神奈川県東部地震が起きた後、建設中だった丸ノ内ビルヂング（丸ビル）の壁や間仕切りに亀裂が入り、その補強について勇造に相談が寄せられた。応急処置として「筋かい工法」を提案した。

### 再帰国後
1923年に日本に帰国。帰国直後関東大震災に東京駅で遭遇した。三菱地所設計部からの依頼で、丸ビルの補強工事に再び関与した。しかし、大震災を境に勇造は新たなビル建築から身を引き、妻の伯父に当たる益田孝が神奈川県小田原市に開いた農業会社「益田農事」の取締役に就任した。近くにある益田の別邸「掃雲台」に西洋館を設計している（1930年）。また、エネルギーの自活を説いた益田孝や食事改善を提唱実践した村井弦斎の影響を受け、家屋の空調の研究を手がけたり、自宅に生ゴミからメタンガスを発生させる装置を設置してそれを煮炊きに使ったりした。益田農事役員の仕事をしながら執筆にいそしむ日常だったと伝えられている。
1951年2月9日、神奈川県鎌倉市腰越の自宅で死去した。墓所は多磨霊園。